# Омелянівська сільська рада (Нижньогірський район)
Омеля́нівська сільська́ ра́да — адміністративно-територіальна одиниця та орган місцевого самоврядування в Нижньогірському районі Автономної Республіки Крим. Адміністративний центр — село Омелянівка.

## Загальні відомості
- Населення ради: 1 681 особа (станом на 2001 рік)

## Населені пункти
Сільській раді підпорядковані населені пункти:
- с. Омелянівка

## Склад ради
Рада складається з 16 депутатів та голови.
- Голова ради: Бєляєв Дмитро Іванович
- Секретар ради: Ковальчук Надія Степанівна

### Керівний склад попередніх скликань
| Прізвище, ім'я, по батькові | Основні відомості                                                                      | Дата обрання | Дата звільнення |
| --------------------------- | -------------------------------------------------------------------------------------- | ------------ | --------------- |
| Юдін Микола Миколайович     | Сільський голова, 1963 року народження, безпартійний                                   | 26.03.2006   | 01.02.2008      |
| Кульневіч Світлана Іванівна | Сільський голова, 1969 року народження, позапартійна                                   | 01.06.2008   | 31.10.2010      |
| Бєляєв Дмитро Іванович      | Сільський голова, 1956 року народження, освіта вища, член Комуністичної партії України | 31.10.2010   |                 |

Примітка: таблиця складена за даними сайту Верховної Ради України

### Депутати
За результатами місцевих виборів 2010 року депутатами ради стали:

#### За суб'єктами висування
| Суб'єкт висування | Кількість обраних депутатів | %    |
| ----------------- | --------------------------- | ---- |
| Самовисування     | 13                          | 81,3 |
| Партія регіонів   | 3                           | 18,8 |

#### За округами
| № округу        | Прізвище, ім'я, по батькові          | Дата визнання обраним | Освіта  | Партійна приналежність                                | Відомості про обраного депутата            |
| --------------- | ------------------------------------ | --------------------- | ------- | ----------------------------------------------------- | ------------------------------------------ |
| Партія регіонів |                                      |                       |         |                                                       |                                            |
| 2               | Ломакіна Людмила Миколаївна          | 05.11.2010            | вища    | член Партії регіонів                                  | тимчасово не працює                        |
| 9               | Місюра Олена Дмитрівна               | 05.11.2010            | вища    | член Партії регіонів                                  | тимчасово не працює                        |
| 11              | Бонгира Павло Миколайович            | 05.11.2010            | середня | член Партії регіонів                                  | тимчасово не працює                        |
| Самовисування   |                                      |                       |         |                                                       |                                            |
| 1               | Кривошеєва Поліна Миколаївна         | 05.11.2010            | вища    | позапартійна                                          | пенсіонер                                  |
| 3               | Кулініч Сергій Петрович              | 05.11.2010            | середня | член Партії регіонів                                  | Омелянівський комунгосп, директор          |
| 4               | Белякова Оксана Миколаївна           | 05.11.2010            | вища    | позапартійна                                          | тимчасово не працює                        |
| 5               | Веренцов Володимир Данилович         | 05.11.2010            | середня | позапартійний                                         | тимчасово не працює                        |
| 6               | Алексеєва Ірина Олександрівна        | 05.11.2010            | вища    | позапартійна                                          | Омелянівська сільська рада, землевпорядник |
| 7               | Мазур Ігор Леонідович                | 05.11.2010            | середня | член Соціал-демократичної партії України (об'єднаної) | тимчасово не працює                        |
| 8               | Медведєв Олександр Павлович          | 05.11.2010            | середня | позапартійний                                         | тимчасово не працює                        |
| 10              | Ткаченко Світлана Анатоліївна        | 05.11.2010            | вища    | позапартійна                                          | Омелянівська сільська рада, начальник ВУС  |
| 12              | Костелецький Володимир Олександрович | 05.11.2010            | середня | позапартійний                                         | тимчасово не працює                        |
| 13              | Ковальчук Надія Степанівна           | 05.11.2010            | вища    | позапартійна                                          | Омелянівська сільська рада, секретар       |
| 14              | Кім Тетяна Тимофівна                 | 05.11.2010            | вища    | позапартійна                                          | тимчасово не працює                        |
| 15              | Нестерова Любов Іванівна             | 05.11.2010            | вища    | член Партії регіонів                                  | Омелянівська сільська рада, архіваріус     |
| 16              | Цапенко Людмила Володимирівна        | 05.11.2010            | вища    | член Партії регіонів                                  | Нижньогірське райпо, продавєць             |